# Capul lui Bhairava

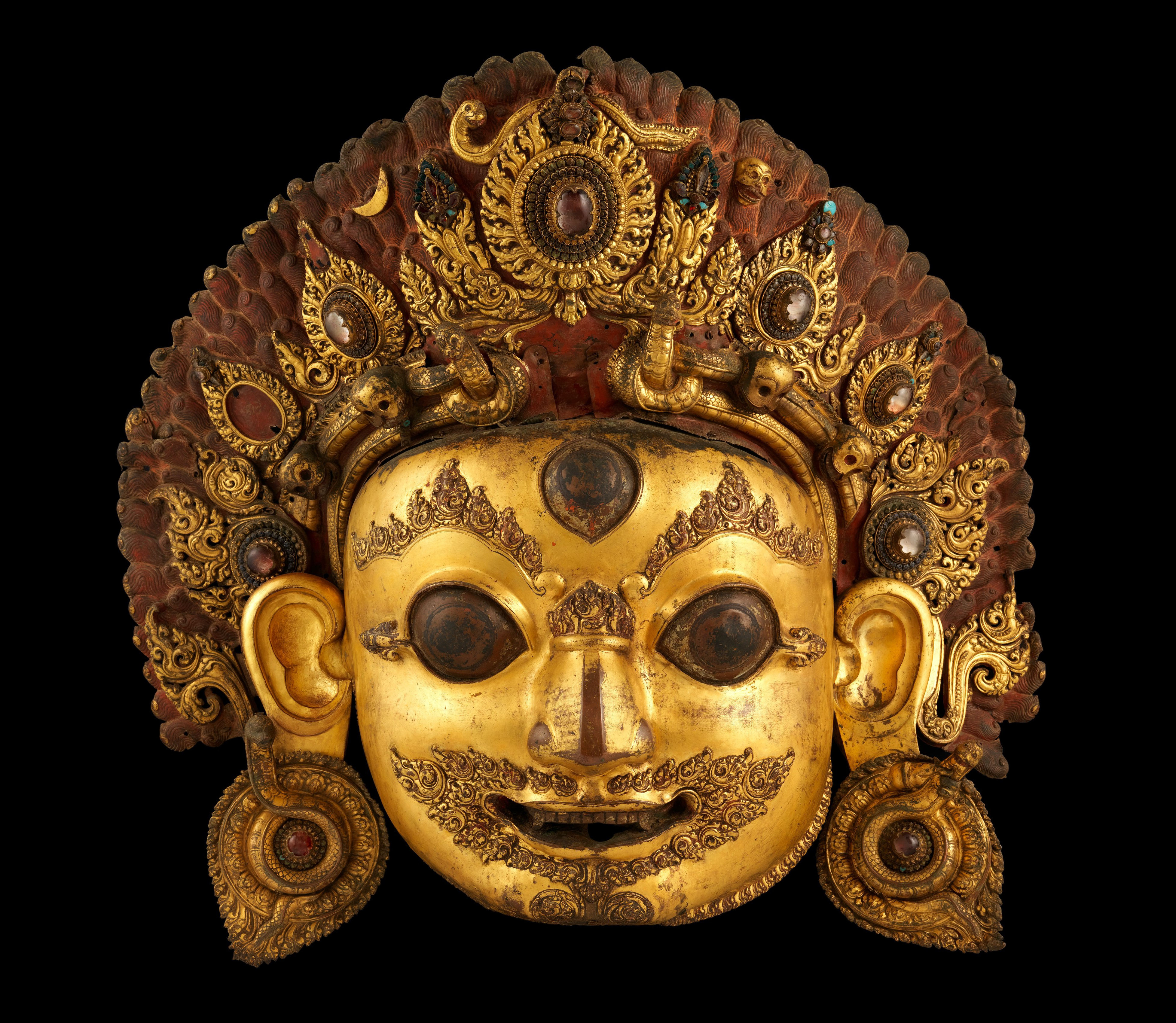
Capul lui Bhairava

Capul lui Bhairava este o mască aparținând perioadei Malla din Nepal. Sculptura, găsită în valea Kathmandu, Nepal a fost creată în secolul al XVI-lea d.Hr. Această mască este confecționată din cupru aurit cu cuarț și vopsea. Bhairava (sanscrită: भैरव) este o manifestare terifiantă a zeului hindus Shiva. Bhairava este considerat ca o emanație distructivă în mitologia hindusă. Conceptul Bhairava poate fi văzut nu numai în hinduism, ci și în unele școli budiste și în jainism. Acest cap Bhairava este ornamentat cu o diademă împletită cu șerpi și cranii. Simbolizează furia.

## Descriere
Se crede că Bhairava are nouă fețe și treizeci și patru de mâini și apare ca o figură goală neagră. Literalmente, Bhairava înseamnă ferocitate sau teroare. El este înfățișat ca un zeu terifiant în hinduism. Bhairava este considerat ca o manifestare a lui Shiva. Legendele descriu că originea lui Bhairava este rezultatul unei lupte între Vișnu și Brahma. Brahma și Vishnu s-au angajat într-o luptă pentru zeitatea supremă a universului. Brahma s-a considerat ca divinitate supremă, întrucât avea cinci capete, precum Shiva. Shiva, înfuriat, a scos o unghie din degetul săi și l-a transformat în Kāla Bhairava. Kāla Bhairava a tăiat unul din capetele lui Brahma. Atunci Brahma și-a dat seama de greșeala sa. Kāla Bhairava este descris ținând capul lui Brahma ("Brahma kapāla").
Populația newar din Nepal s-a închinat lui Bhairava ca o zeitate importantă. Se poate presupune datorită templelor din Nepal care au mai rămas și care au fost închinate lui Bhairava. Această mască ce îl înfățișează pe Bhairava aparține perioadei Malla din Nepal. A fost găsită în valea Kathmandu, Nepal. Această mască a fost oferită Muzeului Metropolitan de Artă de către familia Zimmerman, în 2012. Cerceii capului au forma unor șerpi încolăciți. Masca prezintă un înscris datat din 1560. Deci articolul este datat din secolul al XVI-lea. Inițial, măștii i s-a găsit urechea dreaptă care lipsea, iar simbolul său, un cercel mare cu pandantiv din cupru pentru urechea stângă, a fost folosit ca substitut.